# Казарін Павло Володимирович
Павло Володимирович Казарін (нар. 3 грудня 1983, Сімферополь, Кримська область, Українська РСР) — український журналіст, публіцист, теле- i радіоведучий.

## Життєпис
Батько — Володимир Павлович Казарін (1952), професор, викладач російської літератури, що переїхав з дружиною з м. Владивостока до м. Сімферополя. Мати — Серафіма Казаріна (1953), за освітою — біохімік.
2006 року закінчив Таврійський національний університет імені В. І. Вернадського за спеціальністю «російська мова та література» і здобув кваліфікацію магістра філології.
З 2004 року працює в медіа. Працював в Криму на ДТРК «Крим», ТРК «Чорноморська» та «Транс-М-Радіо». З 2012 до 2014 року мешкав та працював у Москві. Співпрацював з виданнями «Slon.ru», «Нова газета» та Московський центр Карнегі. Після анексії кримського півострова – звільнився та повернувся в Крим до батьків. Переїхав в Київ в жовтні 2014 року.
Наприкінці березня 2014 року, після окупації Криму Росією, отримав в Сімферополі паспорт громадянина Російської Федерації. Як пояснював сам Казарін  цей крок був пов’язаний з тим, що він планував залишитись поруч з батьками і заради цього був готовий отримати окупаційні документи. Його батько Володимир Казарін також отримав російське громадянство. 
В січні 2020 року він подав заявку в російське консульство на вихід з громадянства. Незадовго до призначеного візита в консульство проросійский блогер Анатолій Шарій (в лютому 2021 року оголошений в розшук по підозрі в державній зраді) опублікував в мережі фото документів. У січні 2021 року Казарін завершив процедуру виходу з російського громадянства та позбувся російського паспорту.
З лютого 2015 по лютий 2022-го працював ведучим ранкового ефіру на телеканалі ICTV (проект «Ранок у Великому Місті»).
З березня 2017 по лютий 2022-го – був автором та ведучим проєкта «Грані правди» на телеканалі «24».
З березня 2019 по лютий 2022-го – був співведучим (разом з Мирославою Барчук) суспільно-політичного ток-шоу «Зворотний відлік» на суспільному телебаченні UA: Перший.
З серпня 2020 по лютий 2022-го – був співведучим (разом з Юрієм Мацарським) програми «Подвійні стандарти» на Радіо NV.
Також регулярно писав тексти на суспільно-політичні теми для видань «Радіо „Свобода“», «Українська правда», «NV», «Liga.net».
В жовтні 2021 року видав книжку «Дикий Захід Східної Європи» - публіцистичну збірку, присвячену змінам, які відбулися з Україною після анексії Криму та російського вторгнення на Донбас. Як позначає сам Казарін – ця книжка зокрема про те, як набувається ідентичність.
«Ідентичність визначається сумою подій, що трапились у нашому житті. А ще – тими, що не трапились. Я не знаю, яким би я був, якби не анексія Криму. Саме вона перезавантажила мене - змусивши шукати відповіді на питання, які я раніше міг ігнорувати. Але в чиємусь житті анексії  Криму могло і не статися. Бо далеко. Бо без вуличних боїв. Бо було не до того. Когось змінила АТО. Одні воювали, інші волонтерили, треті ставали переселенцями. Але хтось міг і не помітити першої фази війни. Тому що її було локалізовано на сході – і з нею можна було не перетинатися. Я писав "Дикий Захід Східної Європи" саме про це. Про те, як змінюються люди. Про те, як змінюється ідентичність. Фактично, це мій власний маршрутний лист. Мої власні відповіді, які я шукав та знаходив у цьому процесі.» 
В 2022 році «Дикий Захід Східної Європи» отримала премію Книга року BBC в номінації «Есеїстика». Також вийшли переклади книжки польскою, англійською та німецькою мовами.
25 лютого 2022 року з початком вторгнення Росії в Україну добровільно вступив до лав Збройних сил України. Учасник бойових дій. Сержант. 

## Погляди
Виступав на захист ув'язненого у Російській Федерації українського режисера Олега Сенцова

## Нагороди та відзнаки
- Переможець премії «Високі стандарти журналістики-2017» (2017)[11]
- Премія імені Георгія Гонгадзе (2020)[12][13]
- Премія Книга року BBC — Есеїстика за книгу «Дикий Захід Східної Європи» (2022)[14]
- Спеціальна відзнака Капітули Премії імені Юрія Шевельова (2022)[15]
- Увійшов до списку 30 лідерів думок сучасної України, чиї тексти, оцінки та інтерв'ю формують настрої еліти і влади за версією видання NV (2024)[16]
- У 2025 році нагороджений Шевченківською премією  – за проєкт "Публіцистика воєнного часу в інтернет-виданні "Українська правда";[17]